# 佐藤龍一
佐藤 龍一（さとう りゅういち、1952年10月16日 - ）は、日本のミュージシャン、シンガーソングライター、作詞家、作曲家、ギタリスト。
千葉県船橋市出身。千葉県立船橋高等学校卒業、法政大学中退。

## 略歴
- 1972年 - 伊藤薫とフォークデュオ「龍+1」結成、キャニオンレコードよりデビュー。のち「竜とかおる」と改名、エレックレコード所属。
- 1974年 - 「竜とかおる」解散。シンガーソングライター「龍」としてソロデビュー。また、作詞家、作曲家、ギタリストとしても活動。
- 1976年 - 歌人の福島泰樹と出会い「短歌絶叫コンサート」を始める。
- 1976年から1992年の間、10回にわたり、アジア、中近東、ヨーロッパ、北アフリカ、北中米、30か国を放浪。
- 1980年 - 吉原幸子、谷川俊太郎の現代詩に作曲、歌手の高橋ていこをサポート。
- 1985年 - ビデオ、CM、映画の音楽制作。
- 1991年 - 演算星組のマルチメディアソフト、リトルウイングのピンボールゲームシミュレーションソフト、アーベルのアドベンチャーゲームソフトなどの音楽を手掛ける。
- 2000年 - 日本工学院専門学校八王子校芸術学部にて非常勤講師（2006年まで）。
- 2006年 - アコースティックユニット「Cuebock」に加入、ギタリストとして活動。
- 2007年 - エレックレコード に在籍していた他グループのメンバー達とThe ElecTrixを結成。メンバーは佐藤龍一（vo、ag）、杉山TOM智一（eg/元ベル、つのだひろ&ジャップスギャップス）、藤井章司（dr/元一風堂、スモーキー・メディスン2009年2月没）、牧田和男（eb/元四季、海援隊）の四人編成。
- 2008年 - 11月26日、32年ぶりのソロアルバム『LOST & FOUND』をSOUNDforteよりリリース。
- 2017年 - 3月、自らのレーベルMIOTRON RECORDSを設立。アルバム『LEGACY OF LOVE』をリリース。
- 2019年 - 3月、大浜和史（eb,p/PENGUIN,ex.つのだ☆ひろ＆スペースバンド、SHŌGUN 等）、岸本弥士（岸本ひろし tp、key/ex.ゴダイゴ ホーンズ）、楠本卓司（dr/明田川荘之、林栄一 等のグループ）、藤田厚史（eg/生田敬太郎 unit）らと佐藤龍一&The Dragonを結成。東京を中心にライブ活動。
- コロナ禍におけるライブ自粛中、Twitter、Facebook、YouTubeにて、自宅のリビングから在宅支援ライブとして弾き語り演奏を3度にわたり毎晩1曲ずつ無料公開した。

「おうちドラゴン」2020年3月26日〜7月4日（101日間）。
「おうちドラゴンリターンズ」2020年12月23日〜2021年3月21日（89日間）
「シン・おうちドラゴン」2021年5月29日より6月25日（28日間）

## ディスコグラフィー
アルバム
- 『ひとつのめぐり逢い』竜とかおる（1974年）ELEC／（2006年）バップ
- 『あわせ鏡』龍（1975年）TOY BOX
- 『LOST & FOUND』佐藤龍一（2008年）SOUNDforte（2019〜2021 配信　MIOTRON RECORDS）
- 『LEGACY OF LOVE』佐藤龍一（2017年）MIOTRON RECORDS（2021〜　配信）
- 『10 Short Stories』佐藤龍一（2020年）MIOTRON RECORDS

シングル
- 『オニオニ島失踪事件の唄／競馬場のある街はずれに』龍＋1（1972年）CANYON
- 『エミリア／流れ星の伝説』竜とかおる（1974年）ELEC
- 『あわせ鏡／振り子のように』龍（1975年）TRIO
- 『最後のジルバ／夕焼け事件』龍（1976年）TOY BOX

## 楽曲提供
- とみたいちろう、丸山圭子、エルザ、V.S.O.P、藤原誠、JOY、渋谷哲平、クルスアンナなど（1974年-1980年）
- シングル『ZaZaZa』テミヤン（1984年）BMGビクター スワミ・アネカント名義で共作

## 現代詩・短歌とのコラボレーション
- アルバム『異色』高橋ていこ・吉原幸子・谷川俊太郎（1982年）ポリドール・レコード
- アルバム『曇天』福島泰樹＋龍（1982年）砂子屋書房
- アルバム『短歌絶叫/中原中也』福島泰樹（1990年）東芝EMI
- アルバム『さらば常磐座の灯よ』福島泰樹（1993年）月光の会
- アルバム『転調哀傷歌』福島泰樹（1996年）S.E.A.レコード
- ビデオ『バリケード1966年2月』福島泰樹（1995年）QUEST

## 映画・ミュージカル・ビデオ
- 映画『不可思議物語 Fantastic Collection』（1988年）中田信一郎監督
- ミュージカル『ひとつの同じドア』東京キッドブラザーズ（1976年）
- ビデオ『闘魂Vスペシャル』vol.1-13（1992年）新日本プロレス

## ゲーム・マルチメディア
- 『仮想雀荘 マックポン』（1991年）など 演算星組
- 『クリスタル・カリバーン』（1993年）など リトルウイング 日米同時発売
- 『Horror Tour II ZEDDAS』（1995年）CARAVAN Interactive
- 『世界遺産 時を超える旅～都市編～』（1997年）演算星組、富士通
- アルバム『EXODUS Guilty 』オリジナルサウンドトラック」（1998年）マリン・エンタテインメント
- アルバム『探偵紳士DASH! 』オリジナルゲームサウンドトラック 」（2001年）マリン・エンタテインメント
- ゲームソフト『エクソダスギルティー』(PlayStation)BGM制作
- ゲームソフト『ミステリート～八十神かおるの事件ファイル～』(PlayStaion2)BGM制作